# Czapáry László
Czapáry László, születési nevén Martincsevics László Ferenc (Nova, 1899. július 18. – Budapest, 1977. június 23.) állami díjas agrármérnök.

## Élete
Martincsevics Ferenc tanító és Petanovics Paula fiaként született. Középiskolai tanulmányait Pécsett végezte, 1917-ben érettségizett. Oklevelet a Keszthelyi Gazdasági Akadémián szerzett 1922-ben. 1922–1945 között a Szigetközben a Khuen-Héderváry-birtokon volt a gazdaság vezetője. 1945 után kisbirtokán gazdálkodott, majd az 1949-ben megalakult Mezőgazdasági Tudományos Központban lett szakfelügyelő. 1951-től az Állattenyésztési Kutató Intézethez csatolt öt gazdaság közül az Alsótengelici Kísérleti Gazdaság vezetője volt 1969-ig, nyugdíjba vonulásáig. Nyugdíjasként a Zagyvarékasi Béke Termelőszövetkezet állattenyésztési szaktanácsadója volt.

## Munkássága
Jelentős eredményeket ért el a talajerőgazdálkodásban, a tömegtakarmányok termelése terén. Kidolgozta a szarvasmarha takarmányozásában nélkülözhetetlen ún. tengelici zöld futószalag tömegtakarmány-rendszerét. Nevéhez fűződik, hogy a magyar tarka szarvasmarha törzstenyésztésén belül megkezdte a bonyhádi tájfajta regenerálását. Felfejlesztette az Alsótengelici Kísérleti Gazdaság tehenészetét, és működése alatt a gazdaság az ország egyik legfontosabb tenyészbikanevelő tenyészete lett. Számos szakközleménye jelent meg.

## Főbb művei
- Silózási tapasztalatok az Alsótengelici Kísérleti Gazdaságban. Magyar Mezőgazdaság, 1956
- Mennyit vessünk zöldtakarmánynak? Magyar Mezőgazdaság, 1957
- Hogyan állítsuk be a zöld futószalagot? Magyar Mezőgazdaság, 1959

## Díjai, elismerései
- Munka Érdemrend bronz fokozata (1952)
- Munka Érdemérem (1958)
- Állami Díj III. fokozata (1965) – a vezetése alatt álló gazdaság 1956 óta elért kiváló gazdasági eredményeiért
- Munka Érdemrend arany fokozata (1968)